# László Erdey
László Erdey (* 12. Februar 1910 in Szeged; † 21. Februar 1970 in Budapest) war ein ungarischer Chemiker (Analytische Chemie).

## Leben
Erdey war der Sohn eines Eisenbahnbeamten und studierte Physik und Chemie an der Eötvös-Loránd-Universität mit dem Abschluss 1933. Danach arbeitete er als Chemiker für das Finanzministerium, das staatliche Hygieneinstitut und das Patentamt. 1938 wurde er promoviert und erhielt eine Stelle am Institut für Lebensmittelprüfung. 1949 wurde er Dozent und 1950 Professor für Chemie an der TU Budapest.
Erdey führte Ascorbinsäure in die Maßanalyse ein und entwickelte Indikatoren (Lumineszenzindikatoren, Variaminblau für Redoxreaktionen). Er entwickelte den Derivatografen für die Thermoanalyse, führte die durchlochte Elektrode in die Spektroskopie ein, erfand die flammenfotometrische Calciumtitration und entwickelte fotometrische Verfahren zur Reinheitsprüfung in der Industrie.